# Торрико Гонсалес, Хуан Крисостомо
Хуан Крисостомо Торрико Гонсалес (исп. Juan Crisóstomo Torrico González; 21 января 1808, Лима, Испания, — 27 марта 1875, Париж, Франция) — перуанский военный и политический деятель, был президентом Перу в течение небольшого срока в 1842 году.

## Биография
Торрико Гонсалес служил в армии Хосе Сан-Мартина во время войны за независимость Перу. Впоследствии он служил под командованием Августина Гамарры в войне против лидера Перу-боливийской конфедерации Андреса де Санта Круса. После гибели Гамарры президентство Перу принял Мануэль Менендес, против которого Хуан Крисостомо Торрико Гонсалес успешно организовал восстание и сам ненадолго возглавил Перу. Его правление было недолгим, поскольку Перу тогда раздирали различные междоусобные военные конфликты, и вскоре Торрико Гонсалеса сместил с его поста Хуан Франсиско де Видаль. После переворота Торрико Гонсалес нашёл убежище в Боливии, откуда он действовал сначала против правительства Видаля, а затем и против правительства Мануэля Игнасио Виванко. В Перу Торрико Гонсалес смог вернуться только после падения правительства Виванко в 1844 году. При правительстве Рамона Кастильи он был назначен министром экономики и финансов, а позже стал послом во Франции при правительстве Хуана Антонио Песеты. Умер в Париже в 1875 году.